# 倪敬
倪敬（げい けい、1416年 - 1458年）は、明代の官僚。字は汝敬、号は月楼。本貫は常州府無錫県。

## 生涯
倪峻の孫にあたる。1448年（正統13年）、進士に及第し、監察御史に抜擢された。景泰初年、直隷で飢饉が起こると、倪敬は景泰帝の命を受けて視察に出向いた。田租の免除を請願したが、戸部が許可しなかった。倪敬は再び上疏して争い、田租の免除を認めさせた。巡按山西をつとめた。ときに穀物を納入することで任官を得られる制度があり、倪敬はこれを廃止するよう上奏した。また銀冶を復活させようとする意見があり、倪敬はこれに反対する上疏をおこなって、中止させた。鎮守内臣の戴細保が不正な横領をおこなっていたため、倪敬はその罪を列挙して奏聞した。景泰帝は戴細保を召還し、その仲間を捕らえて取り調べるよう倪敬に命じた。
1455年（景泰6年）7月、倪敬は遊興や仏僧のために官庫の金を支出し、龍舟を造り、宮室の造営を増やしていた景泰帝を諫める上奏を同僚の御史たちとともにおこなった。帝はこれを喜ばず、御史16人を罷免または降格し、倪敬も広西宜山県典史に左遷された。1457年（天順元年）、英宗が復辟すると、倪敬は祥符知県となった。安遠侯柳溥が倪敬の器量を認めて、西征への随行を求めた。倪敬は南京都督府都事に転じた。1458年（天順2年）閏2月、死去した。著書に『月楼集』があった。